# El Bajío, Veracruz
El Bajío är en ort i Mexiko.   Den ligger i kommunen Córdoba och delstaten Veracruz, i den sydöstra delen av landet, 240 km öster om huvudstaden Mexico City. El Bajío ligger 1 154 meter över havet och antalet invånare är 993.
Terrängen runt El Bajío är kuperad åt nordväst, men åt sydost är den bergig. Runt El Bajío är det mycket tätbefolkat, med 2 345 invånare per kvadratkilometer. Närmaste större samhälle är Córdoba, 13,5 km söder om El Bajío. I omgivningarna runt El Bajío växer i huvudsak städsegrön lövskog.